# 골무꽃
골무꽃은 꿀풀과에 속한 여러해살이풀로 가늘고 짧은 뿌리줄기로부터 높이 20~40 센티미터 정도의 줄기가 곧게 뻗어나온다. 잎은 둥근 달걀 모양으로, 긴 잎자루를 가지고 있으며 마주 달린다. 꽃은 자주색으로, 5~6월쯤이 되면 줄기 끝에 이삭 모양을 이루면서 달린다. 주로 구릉의 양지에서 자라며, 한국에서는 제주·전남·경남·강원·경기 등지에 분포하고 있다.